# Pallavolo paralimpica ai XVI Giochi paralimpici estivi
Il torneo di pallavolo paralimpica ai XVI Giochi paralimpici estivi si è svolto dal 27 agosto al 5 settembre 2021 presso il Makuhari Messe.

## Formato
Le squadre partecipanti (8 maschili e 8 femminili) hanno disputato un'iniziale fase a gironi, suddivise in due gruppi da quattro squadre. Sono stati assegnati due punti alla vincitrice di ogni incontro e uno solo alla squadra sconfitta. Le prime due classificate di ciascun gruppo hanno proseguito il torneo ad eliminazione diretta. Le terze e quarte classificate hanno disputato le partite per il piazzamento nella classifica, rispettivamente per il quinto/sesto posto e settimo/ottavo posto. Le squadre sconfitte alle semifinali hanno avuto accesso alla finale per la medaglia di bronzo.

## Calendario
| Maschile dettagli  | G | G | G | G | G | G | SF |    | B | F |   |
| Femminile dettagli | G | G | G | G | G | G |    | SF | B | B | F |

| G | Gironi eliminatori | SF | Semifinali | B | Finale medaglia di bronzo | F | Finale medaglia d'oro |

## Podi
| Evento           | Oro         | Argento | Bronzo               |
| Torneo maschile  | Iran        | RPC     | Bosnia ed Erzegovina |
| Torneo femminile | Stati Uniti | Cina    | Brasile              |